# Final de la Copa Mundial de Rugby de 1991
La Final de la Copa Mundial de Rugby de 1991 fue un partido de rugby que se jugó el 2 de noviembre de 1991 en el Estadio de Twickenham de Londres. La jugaron Inglaterra (anfitrión) y Australia, siendo el partido más importante de la era aficionada y el segundo histórico entre ambos, luego de la Final de 2003.
Fue la última final que se disputó con el try valiendo 4 puntos. En 1992 se cambió a 5 (valor actual) por decisión de World Rugby, debido al progreso tecnológico de los balones.

## Camino a la final
El partido definitivo cruzó al anfitrión que venía de mayor a menor y a los australianos, quienes se lucían con el rendimiento más alto del campeonato. Se esperaba que Inglaterra pudiera entorpecer y vencer a los Wallabies, claros favoritos.

### Inglaterra
La Rosa cayó en el partido inaugural contra los All Blacks y finalizó segunda del grupo A, derrotó a Les Bleus en Francia jugando agresivamente (asediando constantemente a Serge Blanco) y a la mejor generación de Escocia; Gavin Hastings, John Jeffrey, Iwan Tukalo y Doddie Weir, en semifinales.
Su juego fue muy estático; excesivo uso de forwards y una sólida defensa de backs (destacando Will Carling, Jeremy Guscott y Jonathan Webb), pero en la final se cambió el estilo por un juego de backs, Jason Leonard dijo en su autobiografía que la decisión fue de Geoff Cooke, Carling y Rob Andrew, y que enfureció a los forwards. El nuevo estilo fue un intento para confundir a los australianos, pero resultó defectuoso y modificó hasta la línea de backs; resultando que varios jugaran fuera de su lugar habitual (como el centro Simon Halliday al que lo alinearon de wing, reemplazando a Nigel Heslop).

### Australia
Los Wallabies llegaron con un equipo de veteranos consolidados y talentosos jóvenes: David Campese era el máximo anotador de tries del torneo, su mejor generación de forwards (John Eales, Phil Kearns y Simon Poidevin) y la más talentosa pareja de centros con Tim Horan y Jason Little. Vencieron a Gales y los Pumas por el grupo C, agónicamente a Irlanda 18–19 en cuartos de final (fue el mejor partido del mundial) y espléndidamente a los All Blacks (reinantes campeones) en semifinales, que hasta ese momento fue su enfrentamiento más importante.

## Detalles del partido
| 2 de noviembre de 1991 | Inglaterra                | 6 – 12  | Australia                                                      | Estadio de Twickenham, Londres,                         |                                                         |
|                        | Penales Webb (2) 60', 71' | Reporte | Try 29' Daly Conversión 30' Lynagh Penales 27', 65' (2) Lynagh | Asistencia: 56.208 espectadores Árbitro(s): Derek Bevan | Asistencia: 56.208 espectadores Árbitro(s): Derek Bevan |

|  |  |

| FB          | 15 | Marty Roebuck      |
| WG          | 14 | Bob Egerton        |
| CT          | 13 | Jason Little       |
| CT          | 12 | Tim Horan          |
| WG          | 11 | David Campese      |
| AP          | 10 | Michael Lynagh     |
| MS          | 9  | Nick Farr-Jones    |
| N8          | 8  | Troy Coker         |
| AL          | 7  | Viliami Ofahengaue |
| AL          | 6  | Simon Poidevin     |
| SL          | 5  | John Eales         |
| SL          | 4  | Rod McCall         |
| PL          | 3  | Ewen McKenzie      |
| HK          | 2  | Phil Kearns        |
| PL          | 1  | Tony Daly          |
| Sustitutos: |    |                    |
| WG          | 16 | John Flett         |
| FB          | 17 | Anthony Herbert    |
| MS          | 18 | Peter Slattery     |
| AL          | 19 | Jeff Miller        |
| PL          | 20 | Dan Crowley        |
| HK          | 21 | David Nucifora     |
| Entrenador: |    |                    |
| Bob Dwyer   |    |                    |

| FB          | 15 | Jonathan Webb      |
| WG          | 14 | Simon Halliday     |
| CT          | 13 | Will Carling       |
| CT          | 12 | Jeremy Guscott     |
| WG          | 11 | Rory Underwood     |
| AP          | 10 | Rob Andrew         |
| MS          | 9  | John Hill          |
| N8          | 8  | Mike Teague        |
| AL          | 7  | Peter Winterbottom |
| AL          | 6  | Michael Skinner    |
| SL          | 5  | Paul Ackford       |
| SL          | 4  | Wade Dooley        |
| PL          | 3  | Jeff Probyn        |
| HK          | 2  | Brian Moore        |
| PL          | 1  | Jason Leonard      |
| Sustitutos: |    |                    |
| WG          | 16 | Nigel Heslop       |
| AP          | 17 | David Pears        |
| MS          | 18 | Dewi Morris        |
| N8          | 19 | Dean Richards      |
| HK          | 20 | John Olver         |
| PL          | 21 | Gary Pearce        |
| Entrenador: |    |                    |
| Geoff Cooke |    |                    |

## Legado
Este partido fue la emisión más vista de Australia en 1991. Los Wallabies fueron recibidos por 150.000 personas en Sídney y en 1992 la cantidad de jugadores (niños y adolescentes) se triplicó en el país, lo que supone el mayor éxito en la historia del rugby australiano.
El error inglés de cambio de táctica se considera el mayor de todos los tiempos. Solo se repitió en Francia 2007 cuando en semifinales lo hizo Argentina contra Sudáfrica.